# Seznam písní Zdeňka Rytíře
Toto je seznam písňových textů Zdeňka Rytíře

## A
- A je tady léto (Helena Vondráčková) hudba: Petr Hejduk
- A to mám rád (Karel Gott) hudba: Karel Gott
- Absolutní krach (Helena Vondráčková) hudba: H. Sickel
- Absolutní žena (Petr Spálený, Zdeněk Rytíř) hudba: Petr Spálený
- Abych tu žil (Michal Tučný) hudba: Pavel Krejča
- Adam (Helena Vondráčková) hudba: Karel Svoboda
- Admirál (Helena Vondráčková) hudba: Petr Hapka
- Alenka v říši divů (Karel Zich) hudba: Nicky Chinn
- Alchymista (Věra Špinarová) hudba: Vladimír Popelka
- Anděl (Olympic) hudba: Petr Janda
- Anebo ne (Lenka Filipová) hudba: Lenka Filipová
- Archiméde (Helena Vondráčková) hudba: E. Carlos, R. Carlos
- Ať žije show (Lenka Filipová, Jiří Vondráček) hudba: Lenka Filipová
- Atlantida 99 (Václav Neckář) hudba: Jan Neckář
- Atlas (Václav Neckář) hudba: Petr Janda
- Až budem to mít (Lenka Filipová) hudba: Lenka Filipová
- Až se jednou budu vdávat (Miluše Voborníková) hudba: Kongos, Leroy

## B
- Baby (Petr Spálený) hudba: Petr Spálený
- Bacily (Jan Neckář) hudba: Jan Neckář
- Báječná ženská (Michal Tučný)
- Báječné ráno (Miluše Voborníková) hudba: Petr Hapka
- Balada o čase (Václav Neckář) hudba: Jan Neckář
- Balada o Kornetovi a dívce (Marta Kubišová) hudba: Bohuslav Ondráček
- Balada z parku (Václav Neckář) hudba: Jan Neckář
- Balada ze suterénu (Václav Neckář) hudba: Jan Neckář
- Balím a odcházím (Fešáci)
- Banana daiguiri (Petr Spálený) hudba: Pavel Krejča
- Beznadějný případ (Lenka Filipová) hudba: Stanislav Regal
- Bláznivej Kiki (Olympic) hudba: Petr Janda
- Bleší trh (Lenka Filipová) hudba: Lenka Filipová
- Bludný kruh (Václav Neckář) hudba: Jan Neckář
- Bluesovej waltz (Petr Spálený) hudba: Petr Spálený
- Bon soir mademoiselle paris (Olympic) hudba: Petr Janda
- Bonbon (Helena Vondráčková) hudba: Bohuslav Ondráček
- Boty z kůže toulavejch psů (Michal Tučný)
- Bravo pane Stress (Lenka Filipová, Jiří Vondráček) hudba: Lenka Filipová
- Buď nad věcí (Věra Martinová a Michal Tučný) hudba: Zdeněk Rytíř
- Bukanýr (Václav Neckář) hudba: Petr Hejduk
- Bungallow Bill (Golden Kids) hudba: J. Lennon, P. McCartney
- Byl jak já (Karel Gott) hudba: Ladislav Štaidl
- Byl jsi můj typ (Helena Vondráčková) hudba: P. Vaculík
- Byla to past (Petr Spálený) hudba: Doyle Holly, Don Rich
- Být hlídačem růží (Michal Tučný) hudba: Zdeněk Rytíř

## C
- Cesty toulavý (Michal Tučný)
- Co chceš víc (Václav Neckář) hudba: Wolfgang Kähne
- Co já vím (Karel Gott) hudba: Lída Nopová
- Co mi dává sílu žít (Lenka Filipová, Jiří Vondráček) hudba: Lenka Filipová
- Co s tím? (Olympic) hudba: Petr Janda
- Co všechno se tu může stát (Olympic)
- Computer III. generace (Ota Petřina) hudba: Ota Petřina

## Č
- Čaroděj Dobroděj (Václav Neckář) hudba: D. Leitch
- Čáry máry (Václav Neckář) hudba: Bohuslav Ondráček
- Čas neodeslaných dopisů (Ota Petřina) hudba: Ota Petřina
- Časné ráno (Lenka Filipová) hudba: Štěpán Rak
- Částečné zatmění srdce (Lenka Filipová) hudba: Lenka Filipová
- Časy se mění (Golden Kids) hudba: Bob Dylan
- Černá mše ze nukleárního boha (Olympic) hudba: Petr Janda
- Černý pasažér (Hana Zagorová) hudba: Karel Svoboda
- Čím dál tím víc (Hana Hegerová) hudba: Luis Aguile

## D
- Dál nejsi můj (Helena Vondráčková) hudba: H. Sickel
- Dál ten příběh zná jen vodopád (Helena Vondráčková) hudba: Otakar Petřina
- Dám sbohem řekám (Michal Tučný) hudba: Annie Chřestýš
- Dám si tě klonovat (Olympic) hudba: Petr Janda
- Dám ti diamant (Václav Neckář) hudba: Bohuslav Ondráček
- Dany (Olympic) hudba: Petr Janda
- Dej mi ještě trochu lásky (Václav Neckář) hudba: Jan Neckář
- Dej mi zprávu (Eva Pilarová) hudab: Roger Frederick Cook
- Den kdy se vrátí láska k nám (Petr Kolář a Leona Machálková)
- Denně přesně v 7:40 (Václav Neckář) hudba: Jan Neckář
- Desperát (Michal Tučný) hudba:
- Déšť je pláč (Helena Vondráčková) hudba: E. Papathanassiou, G. Bergmann
- Diggy liggy (Michal Tučný) hudba: J. D. Miller
- Dík za ten stop (Michal Tučný) hudba: P. Pechman
- Dík za to, že jsi (Helena Vondráčková) hudba: P. Krejča
- Dilema (Michal Tučný)
- Dítě snů (Václav Neckář) hudba: Otakar Petřina
- Dítě štěstěny (Petr Spálený, Zdeněk Rytíř) hudba: Petr Spálený
- Dívčí copánky (Jiří Korn) hudba: Ota Petřina
- Dívka Sirael (Helena Vondráčková) hudba: O. Prudente, I. Fossati
- Dívka z obrazu (Karel Gott) hudba: Petr Hapka
- Dívky jdou ven (Václav Neckář) hudba: Jan Neckář
- Dlouhý proud mě stále láká (Karel Gott) hudba: Gatlin
- Dnes už ne (Olympic) hudba: Petr Janda
- Dobrá zpráva (Václav Neckář) hudba: Karel Svoboda
- Dolej zbytek vína (Václav Neckář) hudba: P. Říčan
- Don't tell me your troubles (Karel Gott) hudba: Mel Gibson
- Dopis na polštář (Lenka Filipová) hudba: Lucid Beausonge
- Dotazník (Václav Neckář) hudba: Jan Neckář
- Doufám, že se vrátí (Helena Vondráčková) hudba: H. Sickel
- Dr. Dam di dam (Václav Neckář) hudba: Jan Neckář
- Drops (Václav Neckář) hudba: Petr Janda
- Druhá láska (Hana Zagorová) hudba: Vítězslav Hádl
- Druhé jednání (Václav Neckář) hudba: Jan Neckář
- Dům č. 5. (Karel Zich) hudba: Karel Zich
- Dům na prodej (Václav Neckář) hudba: Petr Hapka
- Důvěřivá (Karel Gott) hudba: Peter Griffin
- Dvojníci (Michal Tučný)
- Dynamit (Olympic) hudba: Petr Janda

## E
- Elixír (Olympic) hudba: Petr Janda
- Entertainer (Lenka Filipová) hudba: Franco Matricano, Keef Davidson West
- Evelýna (Václav Neckář) hudba: Roland Vincent
- Eyes blue (Lenka Filipová) hudba: Richard Leigh

## F
- Fakt (Lenka Filipová) hudba: Lenka Filipová
- Fatamorgána (Hana Zagorová) hudba: Petr Janda
- Felína (Michal Tučný) hudba: Jiří Zmožek
- Fidlej celej den (Michal Tučný) hudba: Zdeněk Rytíř
- Flašinet (Jiří Korn) hudba: Petr Janda

## G
- Goo Goo Barabajagal (Golden Kids) hudba: Donovan Leitch
- Good bye, Mary Lou (Petr Spálený) hudba: Pavel Krejča
- Grandhotel U tří strun (Věra Špinarová) hudba: Ladislav Štaidl

## H
- Hádej, co mám za lubem (Jiří Korn) hudba: Vladimír Popelka
- Haló, pane hajný (Miluše Voborníková) hudba: Vladimír Popelka
- Hare krišna (Marta Kubišová) hudba: A. McDermot – G. Ragni – J. Rado
- Hej pane, průvodčí (Karel Zich) hudba: Karel Zich
- Hej, pane diskžokej (Iveta Bartošová + Balet) hudba: Petr Hejduk
- Hej, Jude (Marta Kubišová) hudba: John Lennon, Paul McCartney
- Hluchý zvon (Eva Pilarová) hudba: Karel Svoboda
- Hodná holka (Olympic) hudba: Petr Janda
- Horoskop (Helena Vondráčková) hudba: Y. Dessca, A. Franck
- Hotel Blues (Petr Spálený) hudba: Milton Sim Newbury
- Hotelové zrcadlo (Lenka Filipová) hudba: Lenka Filipová
- Hou, hou (Waldemar Matuška) hudba: Bohuslav Ondráček
- Houpací síť (Petr Spálený) hudba: Bob Dylan
- Hráč (Petr Spálený) hudba: Kenny Rogers / Don Schlitz
- Hraj píseň mou (Lenka Filipová) hudba: Lenka Filipová
- Hrajte starý rokenrol (Petra Janů) hudba: Otakar Petřina
- Hraju tenis (Balet) hudba: Petr Hejduk
- Hurikán (Karel Zich)
- Hvězdné nebe nad Atlantidou (Václav Neckář) hudba: Jan Neckář

## Ch
- Chci se vrátit domů (Petr Spálený) hudba: Pavel Krejča
- Chtěl bych být medvídkem (Michal Tučný)
- Chtěl bych umět napsat baladu (Karel Zich)
- Chuť rána po pekelným večírku (Olympic) hudba: Petr Janda
- Chýše z větvoví (Václav Neckář) hudba: Donovan

## I
- I to málo nám za to stálo (Lenka Filipová) hudba: Lenka Filipová
- I tvé chyby ráda mám (Lenka Filipová) hudba: Lenka Filipová
- Ikarus blues (Olympic) hudba: Ladislav Klein
- Inzerát (Olympic) hudba: Petr Janda

## J
- Já (Olympic) hudba: Petr Janda
- Já a táta (Helena Vondráčková) hudba: L. D. Reed
- Já ho jen od vidění znám (Petr Spálený, Zdeněk Rytíř) hudba: Petr Spálený
- Já jsem ten pravý (Josef Laufer) hudba: Petr Hapka
- Já mám pár tónů (Hana Zagorová) hudba: Petr Hapka
- Já nejsem já (Ota Petřina) hudba: Ota Petřina
- Já nejsem zlá (Petra Janů) hudba: Otakar Petřina
- Já opustil tě ráno (Karel Gott) hudba: Leven
- Já tam byl (Olympic) hudba: Petr Janda
- Já tančil s Laurou (Karel Gott) hudba: Karel Svoboda
- Já věřím tvým snům (Petr Spálený) hudba: Roger Frederick Cook, Samuel Harper Hogin
- Já vím, že tě nemá (Lenka Filipová) hudba: Lenka Filipová
- Já znám ten balzám (Hana Zagorová) hudba: Albert Louis Hammond
- Jackspot (Petr Spálený) hudba: Pavel Krejča
- Jak se točí svět (Lenka Filipová) hudba: Stanislav Regal
- Jak se zdá (Petra Janů) hudba: Pavel Fořt
- Jako kouzlem (Václav Neckář) hudba: Otakar Petřina
- Jako solnej sloup (ASPM) hudba: Bob Dylan
- Jakoby nic (Marta Kubišová) hudba: Bohuslav Ondráček
- Jdi o dům dál (Helena Vondráčková) hudba: Bohuslav Ondráček
- Jdi spát (Helena Vondráčková hudba: anonym
- Jdou týdny jdou (Helena Vondráčková) hudba: Jiří Vondráček
- Je to malý svět (Helena Vondráčková) hudba: Jiří Vondráček
- Je to trest (Petr Spálený) hudba: Petr Spálený
- Jedenkrát (Václav Neckář) hudba: Harry Belafonte
- Jedničky a nuly (Václav Neckář) hudba: Jan Neckář
- Jednou ano, jednou ne (Lenka Filipová) hudba: Lenka Filipová
- Jen mě nelituj (Eva Pilarová) hudba: David Bowie
- Jen pár dnů (Hana Zagorová) hudba: Dario Farina
- Ještě jednou (Michal Tučný) hudba: Jan Spálený
- Ještě světu šanci dej (Helena Vondráčková) hudba: Karel Svoboda
- Jižanský rok (Michal Tučný)
- Johanka z Arku (Helena Vondráčková) hudba: Jiří Vondráček
- Jsem tady já (Václav Neckář) hudba: Miloš Svoboda
- Jsem tvá (Lenka Filipová) hudba: Lenka Filipová
- Jsem tvůj déšť (Balet) hudba: Zdeněk Rytíř

## K
- Kam jdou (Hana Zagorová) hudba: Lionel Richie
- Kamufláž (Lenka Filipová) hudba: Lenka Filipová
- Kánon (Olympic) hudba: Petr Janda
- Karolína (Michal Tučný)
- Kartotéka (Olympic) hudba: Petr Janda
- Každý den (Olympic) hudba: Petr Janda
- Každý má rád muzikál (Iveta Bartošová + Balet) hudba: Petr Hejduk
- Každý má své chyby (Petr Rezek) hudba: Petr Rezek
- Kde máš svůj dům (Marta Kubišová) hudba: Bohuslav Ondráček
- Kdo je kdo (Václav Neckář) hudba: Otakar Petřina
- Kdo má rád (Hana Zagorová)
- Kdo vchází do tvých snů, má lásko (Václav Neckář) hudba: Peter Sarstedt
- Kdyby tady byla ta, co tu není (Petr Spálený) hudba: Petr Spálený
- Kdybych byl malířem (Karel Zich) hudba: Petr Hapka
- Kdybych nebyl líný (Václav Neckář) hudba: Jan Hauser
- Kdybych uměl (Karel Zich)
- Když ji potkáš (Petr Spálený) hudba: Milton Sim Newbury
- Klášterní zvon (Helena Vondráčková) hudba: J. Brabec
- Klaudie (Jiří Korn)
- Knížky (Petr Novák)
- Kolej Albertov (Petr Spálený) hudba: Zdeněk Rytíř
- Kolemjdoucí (Petra Janů) hudba: Otakar Petřina
- Kolotoč (Eva Pilarová) hudba: Karel Svoboda
- Kondiciogram (Petra Janů) hudba: Otakar Petřina
- Kosmickej vandr (Michal Tučný a Zdeněk Rytíř) hudba: Zdeněk Rytíř
- Kostky jsou vrženy (Karel Gott) hudba: Richard Adler
- Kotě se má (Václav Neckář) hudba: Petr Hapka
- Kraj, odkud odletěli ptáci (Olympic)
- Kráska a zvíře (Petr Novák a Věra Mazánková) hudba: Petr Novák a Petr Formánek
- Krk za to dám (Václav Neckář) hudba: Polad Bjul-Bjul-ogly
- Krokodýl Jeroným (Václav Neckář) hudba: Vladimír Popelka
- Kufr (Olympic) hudba: Petr Janda
- Kung-pao (Balet) hudba: Petr Hejduk
- Kvítek mandragory (Helena Vondráčková) hudba: H. Greenfield, N. Sedaka
- Kyvadlo času (Olympic) hudba: Petr Janda

## L
- Laboratoř (Olympic) hudba: Petr Janda
- Lady Jane (Václav Neckář) hudba: Mick Jagger – Keith Richard
- Laléňa (Helena Vondráčková) hudba: D. Leitch
- Láska prý (Karel Černoch a Peter Dvorský) hudba: John Denver
- Lásko ztracená (Václav Neckář) hudba: Otakar Petřina
- Lásky stárnou (Karel Gott) hudba: Lásky stárnou
- Létající Čestmír (Michal David)
- Lidé jsou různí (Petra Janů) hudba: Pavel Fořt

## M
- Má mě přečtenýho (Michal Tučný) hudba: Petr Spálený
- Má v očích žár (Karel Gott) hudba: Bugatti
- Mademoiselle Giselle (Václav Neckář) hudba: Jiří Dospěl
- Malá lady (Golden Kids) hudba: D. Pace, M. Panzeri, L. Pilat
- Malá mořská víla (Helena Vondráčková) hudba: B. Ondráček
- Málo mám (Lenka Filipová) hudba: Lenka Filipová
- Mám hodně zlozvyků (Jiří Korn)
- Mám tu krásný výhled (Karel Gott) hudba: Wolfer, Gaffney
- Máma (Václav Neckář) hudba: Charron
- Mámin první bál (Helena Vondráčková) hudba: Bohuslav Ondráček
- Marika (Karel Zich) hudba: Karel Zich
- Medové dny (Iveta Bartošová)
- Micro-magic-cirkus (Golden Kids) hudba: Bohuslav Ondráček
- Miláčku (Helena Vondráčková) hudba: J. Lennon, P. McCartney
- Mistr snacku (Petr Spálený) hudba: Petr Spálený
- Mistr zkratky (Petr Spálený) hudba: Zdeněk Rytíř
- Móda, móda, móda (Helena Vondráčková) hudba: Jiří Vondráček
- Monte Christo (Karel Gott) hudba: Bohuslav Ondráček
- Motejl modrej (Golden Kids) hudba: D. Leitch
- Motorest (Petra Janů) hudba: Otakar Petřina
- Mr. Den a lady Noc (Olympic) hudba: Petr Janda
- Můj taxis (Václav Neckář) hudba: Otakar Petřina
- Muž dal jména všem zvířatům (Petr Spálený) hudba: Bob Dylan
- Muž mnoha tváří (Václav Neckář) hudba: Bohuslav Ondráček
- Mužný vous (Milan Drobný)
- Mýdlový princ (Václav Neckář) hudba: Jack Nitzsche /
- Mys dobrých nadějí (Hana Zagorová) hudba: Jiří Zmožek

## N
- Na to mi nezbyl čas (Václav Neckář) hudba: Jan Neckář
- Na týhle planetě už zůstanu (Petr Spálený) hudba: Pavel Krejča
- Nádherní lidé (Helena Vondráčková) hudba: M. Safka
- Nautilus (Václav Neckář) hudba: Otakar Petřina
- Návrat (Olympic) hudba: Petr Janda
- Ne (Marta Kubišová) hudba: Otakar Petřina
- Nebýt tebe (Ota Petřina) hudba: Ota Petřina
- Nedoufej (Helena Vondráčková) hudba: S. Bono
- Nedovol mi spát (Helena Vondráčková) hudba: Bohuslav Ondráček
- Nechoď dál (Olympic)
- Nechte zvony znít (Marta Kubišová) hudba: Karel Svoboda
- Nejhezčí dárek (45 československých zpěváků) hudba: Jiří Zmožek
- Nejosamělejší z nejosamělejších (Václav Neckář) hudba: Jan Neckář
- Nejsem gladiátor (Václav Neckář) hudba: Jeff Christie
- Nejsem manekýn (Petr Rezek) hudba: Bohuslav Ondráček
- Neměj strach (Václav Neckář) hudba: Jan Neckář
- Nepodceňuj sílu mých radarů (Helena Vondráčková) hudba: Jiří Vondráček
- Neříkej (Věra Špinarová) hudba: Bohuslav Ondráček
- Nestůj a pojď/u nás máme mejdan (Golden Kids) hudba: Bohuslav Ondráček
- Neučte roboty (Olympic) hudba: Petr Janda
- Neusínej (Václav Neckář) hudba: Barbra Acklin/Eugen Record
- Nevidím důvod (Michal Tučný) hudba: Pavel Krejča
- Někdo bude tě mít rád (Balet) hudba: Petr Hejduk
- Nic nám nevadí (Lenka Filipová) hudba: Lenka Filipová
- Noční pták (Michal Tučný)
- Noční služba (Olympic) hudba: Petr Janda

## O
- O tom se nemluví (Václav Neckář) hudba: Jan Neckář
- Oběti ponorných řek (Lenka Filipová) hudba: Lenka Filipová
- Obyčejná slůvka (Lenka Filipová, Jindra Malík) hudba: Lenka Filipová
- Obyčejný muž (Petr Spálený) hudba: Jan Spálený
- Oči ztracených dětí (Petr Spálený) hudba: Petr Spálený
- Odejdu (Václav Neckář) hudba: B. Jansch
- Od toho jsou písně (Balet) hudba: Petr Hejduk
- Oheň a led (Eva Pilarová) hudba: Karel Svoboda
- Okno mé lásky (Olympic) hudba: Petr Janda
- Okresní vítěz (Václav Neckář) hudba: Jan Neckář
- Osada u tří klád (Michal Tučný) hudba: Jan Spálený
- Ostrovy pokladů (Helena Vondráčková) hudba: B. Ondráček
- Otázky (Olympic) hudba: Petr Janda

## P
- Paní nostalgie (Olympic)
- Pánská jízda (Petr Spálený) hudba: Pavel Krejča
- Papagallo baby (Golden Kids) hudba: Bohuslav Ondráček
- Pár písní mít (Lenka Filipová) hudba: Lenka Filipová
- Pár světelných let (Václav Neckář) hudba: Otakar Petřina
- Parta kočovníků (Lenka Filipová) hudba: Milan Tesař
- Partyzán (Petr Novák) hudba: Anna Marly
- Patrick (Václav Neckář) hudba: Otakar Petřina
- Peggy (Petr Spálený) hudba: Pavel Krejča
- Penzion blues (Karel Zich) hudba: Karel Zich
- Perla (Václav Neckář) hudba: Otakar Petřina
- Peříčko holubí (Helena Vondráčková) hudba: Bohuslav Ondráček
- Pět cestujících (Olympic) hudba: Petr Janda
- Píseň pro Joriku (Václav Neckář) hudba: Petr Hapka
- Písmo maličký (Hana Zagorová)
- Písně mé včerejší (Jitka Zelenková)
- Písnička (Petra Janů) hudba: Otakar Petřina
- Písňová Lhota (Lenka Filipová) hudba: Lenka Filipová
- Pláč (Václav Neckář) hudba: Mick Jagger – Keith Richard – Oldham
- Planetárium (Václav Neckář) hudba: Otakar Petřina
- Ples bláznů (Lenka Filipová) hudba: Lenka Filipová
- Pocit 258 (Lenka Filipová) hudba: Lenka Filipová
- Pocit 259 (Lenka Filipová) hudba: Lenka Filipová
- Podivín (Olympic) hudba: Petr Janda
- Podivín (Ota Petřina) hudba: Ota Petřina
- Pohádka o cínovém vojáčkovi (Helena Vondráčková) hudba: S. Phillips
- Pohlazení jako láska (Olympic) hudba: Petr Janda
- Pojď si hrát (Helena Vondráčková) hudba: Jiří Vondráček
- Pojď si hrát (Petr Rezek) hudba: Petr Rezek
- Pojďte pejskové (Marta Kubišová) hudba: Karel Svoboda
- Pokus o autoportrét (Václav Neckář) hudba: Jan Neckář
- Pondělní ráno (Lenka Filipová) hudba: Lenka Filipová
- Pony Express (Michal Tučný) hudba: Jiří Zima
- Portrét neznámé (Karel Gott) hudba: Bender
- Poslední hippie (Petr Spálený, Zdeněk Rytíř) hudba: Petr Spálený
- Poslední kovboj (Michal Tučný)
- Poslední prázdniny (Helena Vondráčková) hudba: Karel Svoboda
- Postilion (Karel Gott) hudba: Gene Pedro
- Potulný hráč (Václav Neckář) hudba: Otakar Petřina
- Poutník (Karel Gott) hudba: Karel Svoboda
- Pověste ho vejš (Michal Tučný)
- Práh bolestivosti (Lenka Filipová) hudba: Lenka Filipová
- Právě já (Petr Rezek) hudba: Petr Rezek
- Prázdný kamion (Petr Spálený) hudba: Petr Spálený
- Proč se ptáš (Lenka Filipová) hudba: Lenka Filipová
- Proč? (Petr Novák)
- Proudy (Marta Kubišová) hudba: Randy Evretts, H. Ott
- Prstem po mapě (Lenka Filipová) hudba: Hellmut Sickel
- První máj (Václav Neckář) hudba: Barry Alan Gibb, Robin Hugh Gibb/
- Prý se tomu říká láska (Lenka Filipová) hudba: Lenka Filipová
- Přátelé (Lenka Filipová) hudba: Lenka Filipová
- Přestaň si hrát na trápení (Lenka Filipová) hudba: Alain Salvati
- Přílet (Olympic)
- Přistup k ohni (Michal Tučný) hudba: Zdeněk Rytíř
- Přítel Quinn (Golden Kids) hudba: Bob Dylan
- Přítmí (Václav Neckář) hudba: Otakar Petřina

## R
- Raději zpívám (Petr Spálený) hudba: Jan Spálený
- Ráno (Waldemar Matuška) hudba: Domenico Modugno
- Rezervace motýlů (Olympic)
- Ring-o-ding (Marta Kubišová) hudba: Bohuslav Ondráček
- Roboti už jdou (Olympic) hudba: Petr Janda
- Rodeo (Eva Pilarová) hudba: Bohuslav Ondráček
- Rodinné album (Karel Zich) hudba: Karel Zich
- Rodinné štěstí (Věra Martinová a Michal Tučný) hudba: Zdeněk Rytíř
- Rosemary (Václav Neckář) hudba: Henry Mason / Tony Madaulay
- Royal (Václav Neckář) hudba: Otakar Petřina
- Rozdíly (Petr Rezek) hudba: Jiří Zmožek

## Ř
- Řeka zázraků (Hana Zagorová) hudba: Petr Hapka
- Řeka života (Lenka Filipová) hudba: Lenka Filipová

## S
- Sen o New Orleans (Petr Spálený) hudba: Pavel Krejča
- Sestřičky (Jiří Korn) hudba: Jiří Korn
- Sliby chyby (Hana Zagorová) hudba: Nicky Chinn
- Sluneční píseň (Olympic) hudba: Petr Janda
- Sluneční věk (Jan Neckář, Alexander Čihař, Peter Mahrik) hudba: Jan Neckář
- Sluneční vítr (Lenka Filipová) hudba: Lenka Filipová
- Sluneční vítr (Václav Neckář) hudba: Jan Neckář
- Smog (Věra Špinarová) hudba: Jiří Korn
- Snad jednou najdu průvodce (Iveta Bartošová) hudba: Pavel Vaculík
- Snídaně v trávě (Michal Tučný)
- Sním (Helena Vondráčková) hudba: J. Lennon, P. McCartney
- Sólo pro tvé oči (Helena Vondráčková) hudba: H. Sickel
- Souhvězdí (Helena Vondráčková) hudba: V. Popelka
- Spěchám (Václav Neckář) hudba: Björn Ulvaeus
- Sprint (Helena Vondráčková) hudba: H. Sickel
- Starý dobrý western (Michal Tučný a Zdeněk Rytíř) hudba: Pavel Krejča
- Sto a jedna žen (Václav Neckář) hudba: Bohuslav Ondráček
- Strážce majáku (Olympic) hudba: Petr Janda
- Strážný anděl (Lenka Filipová) hudba: Lenka Filipová
- Strejček Charlie (Helena Vondráčková) hudba: Bohuslav Ondráček
- Strejček Jonatán (Olympic) hudba: Petr Janda
- Stroj času (Václav Neckář) hudba: Jan Neckář
- Strom (Lenka Filipová) hudba: Lenka Filipová
- Strom (Lenka Filipová, Jiří Vondráček) hudba: Lenka Filipová
- Strom (Olympic)
- Super-robot (Ota Petřina) hudba: Ota Petřina
- Suzanne (Václav Neckář) hudba: Leonard Cohen
- Svaly (Helena Vondráčková) hudba: H. Sickel
- Světle modrý balón (Helena Vondráčková) hudba: Otakar Petřina
- Sylvie nemá čas (Petr Spálený) hudba: Shel Silverstein

## Š
- Ša la la la li (Václav Neckář) hudba: Mort Shuman
- Šedesátý léta (Petr Spálený) hudba: Petr Spálený
- Špitál u sv. Jakuba (Jan Spálený a Petr Kalandra) hudba: traditional
- Štěstí jenom tak (Helena Vondráčková) hudba: Jiří Vondráček

## T
- Tajga blues (Marta Kubišová) hudba: Bohuslav Ondráček
- Tak co dál (Václav Neckář) hudba: Petr Hapka
- Tak dej se k nám (Marta Kubišová) hudba: Otakar Petřina
- Tak dost (Jan Neckář, Alexander Čihař, Peter Mahrik, Zdeněk Rytíř) hudba: Jan Neckář
- Tak koukej, jsem tam taky já (Petr Rezek) hudba: Bohuslav Ondráček
- Tak pojď domů (Václav Neckář) hudba: Pavel Krejča
- Tak už nefňukej (Michal Tučný a Zdeněk Rytíř) hudba: Eddie Rabbitt, David Malloy, Even Stevens
- Tak zazpívej jí blues (Ota Petřina) hudba: Ota Petřina
- Taky se mnout trable jdou (Karel Gott) hudba: Mel Gibson
- Tarantule (Jiří Korn) hudba: Bohuslav Ondráček
- Teče řeka údolím (Václav Neckář) hudba: Josef Kolín
- Teď už víš, že jsem to já (Karel Gott) hudba: Lowett
- Telefon 39142 (Václav Neckář) hudba: Ladislav Klein
- Telefonní fóry (Lenka Filipová) hudba: Lenka Filipová
- Ten den kdy to vzdám (Petr Spálený) hudba: Petr Spálený
- Ten druhý v nás (Marta Kubišová) hudba: Otakar Petřina
- Ten ráj bude náš (Karel Gott) hudba: Ladislav Štaidl
- Těšení (Lenka Filipová) hudba: Lenka Filipová
- Tisíc nových jmen (Hana Zagorová) hudba: Karel Svoboda
- To musím zvládnout sám (Karel Gott) hudba: Jiří Zmožek
- To nic, to jen vzduch (Olympic)
- To se stává (Václav Neckář) hudba: Ota Petřina
- To se ti zdálo (Karel Gott) hudba: Angelo Michajlov
- To vám byl dobrý rok (Karel Gott) hudba: Bembo
- Tobogán (Olympic) hudba: Petr Janda
- Toulavý valčík (Lenka Filipová, Jiří Vondráček) hudba: Lenka Filipová
- Továrna na maléry (Petra Janů) hudba: Otakar Petřina
- Trubadúr (Lenka Filipová) hudba: Lenka Filipová
- Tři sestřenice (Lenka Filipová) hudba: Lenka Filipová
- Tulák po hvězdách (Petr Rezek) hudba: Ruggero Cini, Dario Farina
- Tváře slov (Olympic) hudba: Petr Janda
- Tvůj stín se má (Karel Gott) hudba: Ladislav Štaidl
- Tvým dlouhým vlasům (Václav Neckář) hudba: Jan Neckář
- Ty jsi ten pravý (Lenka Filipová) hudba: Lenka Filipová

## U
- UFO (Václav Neckář) hudba: Karel Svoboda
- Ukolébavka pro nenarozené děti (Marta Kubišová) hudba: Paul Ryan
- Ulice (Olympic) hudba: Petr Janda
- Ulice II. (Olympic) hudba: Petr Janda
- Únos (Olympic) hudba: Petr Janda
- Úspěšný mladý muž (Olympic)

## V
- V šálku čaje na Srí Lanku (Lenka Filipová) hudba: Lenka Filipová
- V století dvacátém devátém (Marta Kubišová) hudba: Richard S. Evans
- Včelka Mája (Karel Gott) hudba: Karel Gott
- Včerejší (Václav Neckář) hudba: Otakar Petřina
- Věčný náhradník (Václav Neckář) hudba: Jan Neckář
- Velká neonová láska (Helena Vondráčková) hudba: Petr Hejduk
- Velký rváč (Karel Gott) hudba: Rudolf Rokl, Karel Gott
- Velocipéd (Václav Neckář) hudba: Petr Hapka
- Věnování (Lenka Filipová) hudba: Lenka Filipová
- Víla (Václav Neckář) hudba: Paul Simon /
- Vím málo (Hana Zagorová) hudba: Billy Joel
- Vincent (Pavel Bobek)
- Víš jak na mne (Václav Neckář) hudba: Jan Neckář
- Víš, kdo ti smí z tvých vlásků copy splést? (Pavel Bobek)
- Vítám vás k nám (Karel Gott) hudba: Ladislav Štaidl
- Viva Las Vegas (Michal Tučný) hudba: Doc Pomus
- Vrať mi moji hořkou lásku (Olympic) hudba: Petr Janda
- Vstávej ty, tuláku (Karel Gott) hudba: Goodman
- Všechno bych vzala zpět (Helena Vondráčková) hudba: Jiří Vondráček
- Všechno už je pryč, už je ráno (Helena Vondráčková) hudba: B. Bacharach, H. David
- Všem bratislavským dívkám (Balet) hudba: Petr Hejduk
- Všichni jsou už v Mexiku (Michal Tučný) hudba: Brown
- Všichni už jsou za vodou (Petr Spálený) hudba: Petr Spálený
- Vyhaslé sopky (Lenka Filipová) hudba: Lenka Filipová
- Vynález sopky (Lenka Filipová) hudba: Lenka Filipová
- Vzdálenosti (Olympic)
- Vzdálený hlas (Helena Vondráčková) hudba: Karel Svoboda
- Vždyť mě znáš (Lenka Filipová) hudba: Jiří Zmožek

## Y
- Yveta (Jiří Korn) hudba: Karel Svoboda

## Z
- Za mléčnou dráhou (Helena Vondráčková) G. MacDermot, J. Rado, G. Ragni
- Za psí bránou (Helena Vondráčková) hudba: M. Davis
- Za všechno může čas (Lenka Filipová) hudba: Lenka Filipová
- Zájezd na kometu (Balet) hudba: Petr Hejduk
- Zákoník lásky (Lenka Filipová) hudba: Hellmut Sickel
- Zamilovaná (Lenka Filipová) hudba: Francis Christian Cabrel
- Zbyl tu tvůj stín (Karel Gott) hudba: Waylend
- Zdá se, že mě málo znáš (Petr Rezek) hudba: Petr Rezek
- Zimní království (Yvonne Přenosilová) hudba: Karel Svoboda
- Zloději koní (Václav Neckář) hudba: Otakar Petřina
- ZOO (Václav Neckář) hudba: Bohuslav Ondráček
- Zpívej si se mnou (Václav Neckář) hudba: Jan Neckář
- Zůstanusvůj (Karel Gott) hudba: Peter Griffin
- Zvon snů (Karel Gott) hudba: Diamond
- Žárlím a nemám proč (Lenka Filipová) hudba: Deborah Allen, Rafe Van Hoy
- Život (Václav Neckář) hudba: Zdeněk Rytíř
- Život jde dál (Karel Gott) hudba: Wonder
- Žonglér (Václav Neckář) hudba: Otakar Petřina